# Schäferei Trienke
Schäferei Trienke, bis 1935 Vorwerk Zauchram, war ein Wohnplatz im Gebiet der preußischen Provinz Pommern. 
Der Wohnplatz lag etwa 2 ½ Kilometer südöstlich des Dorfes Trienke. Er war das Vorwerk des Rittergutes in Trienke, auf dem sich eine Schäferei befand. Auf der Großen Lubinschen Karte des Herzogtums Pommern von 1618 ist ein Ort „Zochram“ eingetragen. In Ludwig Wilhelm Brüggemanns Ausführlicher Beschreibung des gegenwärtigen Zustandes des Königlich Preußischen Herzogtums Vor- und Hinterpommern (1784) ist bei Trienke ein „auf der Feldmark gelegenes Vorwerk Zauchram genannt, mit einer Schäferey und einem Holzwärterkathen,“ aufgeführt; mit dem Holzwärterkaten ist möglicherweise das spätere Forsthaus Trienke gemeint. 
In Vorwerk Zauchram wurden im Jahre 1816 8 Einwohner gezählt, im Jahre 1864 36 Einwohner, im Jahre 1885 39 Einwohner und im Jahre 1925 49 Einwohner. 
Vorwerk Zauchram gehörte zunächst zum Gutsbezirk Trienke. Mit dem Gutsbezirk Trienke wurde es 1928 im Rahmen der Auflösung der Gutsbezirke in Preußen in die benachbarte Landgemeinde Simötzel eingegliedert. 
In der Zeit des Nationalsozialismus wurde Vorwerk Zauchram zum 15. September 1935 in „Schäferei Trienke“ umbenannt, da der Klang des Ortsnamens „Zauchram“ zu slawisch erschien. Freilich ist der Ortsname „Trienke“ ebenfalls slawischen Ursprungs.
Bis 1945 bildete Schäferei Trienke einen Wohnplatz in der Gemeinde Simötzel und gehörte mit dieser zum Kreis Kolberg-Körlin in der preußischen Provinz Pommern. 
Nach 1945 kam der Wohnplatz, wie ganz Hinterpommern, an Polen. Heute liegt die Stelle im Gebiet der polnischen Gmina Siemyśl (Gemeinde Simötzel). 